# Dan narcisa
Dan narcisa je humanitarna akcija u kojoj se toga dana prodaju poklonjeni narcisi, a prikupljena sredstva namijenjena su prevenciji i ranom otkrivanju raka dojke. Ova manifestacija održava se pod zajedničkim sloganom u svim gradovima Hrvatske koji imaju klubove žena liječenih i operiranih na dojci.  

## Povijest
- 5. travnja 1997. na Cvjetnom trgu u Zagrebu, na inicijativu dr. Ruže Sabol, održan je prvi Dan narcisa u organizaciji Hrvatske lige protiv raka uz potporu studenata Edukacijsko rehabilitacijskog fakulteta u Zagrebu (http://hlpr.hr/vijesti/detaljnije/kratka-prica-o-danu-narcisa)  Arhivirana inačica izvorne stranice od 13. travnja 2021. (Wayback Machine) Prve godine skupljeni novac je doniran za opremanje odjela Opće bolnice Zabok.

- Dan narcisa se 2. travnja 2005. godine održao u 33 grada diljem Hrvatske, kojom su prigodom dijeljeni edukativni materijali i prodavani narcisi, koji su odabrani u cijelom svijetu kao cvijet koji simbolizira buđenje života i nade.

- Dan narcisa se 1. travnja 2006. godine održao u 42 grada diljem Hrvatske.

- 24. ožujka 2007. godine Dan narcisa je u Hrvatskoj obilježen već 11. put pod geslom "danas pomažete drugima, sutra možda sebi", a prihod je bio namijenjen pomoći ženama oboljelim od raka dojke.

- 15. ožujka 2008. godine Dan narcisa je obilježen u 34 grada širom Hrvatske humanitarnom prodajom narcisa. Na Cvjetnom trgu u Zagrebu se potpisivala peticija za pokretanje nacionalnog programa liječenja raka dojke, koji Hrvatska još nema. Tim programom trebalo bi se omogućiti jednako liječenje u cijeloj Hrvatskoj u specijaliziranim centrima s multidisciplinarnim pristupom, kako se to čini u Europi.

- 21. ožujka 2009. godine Dan narcisa obilježen je u 23 hrvatska grada. Središnja akcija organizirana je na Cvjetnom trgu i Centru Kaptol u Zagrebu.

- Na Cvjetnom trgu u Zagrebu 27. ožujka 2010. godine središnjoj akciji Dana narcisa pridružila se i premijerka Jadranka Kosor. "Cilj akcije je podizanje svijesti o toj bolesti koja je prva na ljestvici smrtnosti kod žena. U Hrvatskoj godišnje od raka dojke oboljeva više od 2.300 žena, a oko 850 ih umire. Karcinom dojke ne može se spriječiti, ali se može na vrijeme otkriti. "[1]

- U Zagrebu i u preko 30 hrvatskih gradova, već 18. godinu zaredom, 23. ožujka 2013. održana je humanitarna akcija Dan narcisa gdje su se prodajom cvijeta sunovrata prikupljala sredstva za kupnju linearnog akceleratora za intraoperativnu radioterapiju. Kupnjom ovakvog uređaja poboljšat će se kvaliteta života liječenih žena i smanjiti troškovi liječenja.[2]
- Dan narcisa u doba COVID-19 pandemije: Uoči dana koji već više od dva i pol desetjeća simbolizira borbu protiv raka dojke, 26.03.2021. zagrebačke fontane zasvijetlile su u bojama znaka jubilarnog, 25. Dana narcisa te svojom znakovitom porukom upozorile na važnost prevencije raka dojke i očuvanje zdravlja koje je u ovim izazovim vremenima za sve nas važnije no ikad.(http://hlpr.hr/images/uploads/414/25_dan_narcisa_3__large.jpg)  Arhivirana inačica izvorne stranice od 13. travnja 2021. (Wayback Machine)

## Vanjske poveznice
- Hrvatsko senološko društvo  Arhivirana inačica izvorne stranice od 22. kolovoza 2006. (Wayback Machine)
- Europa Donna  Arhivirana inačica izvorne stranice od 7. svibnja 2006. (Wayback Machine)
- Europa Donna Hrvatska
- Pink Ribbon Plants  Arhivirana inačica izvorne stranice od 13. ožujka 2006. (Wayback Machine)